# Hac festa die
Hac festa die (Tego dnia świątecznego) – najstarsza sekwencja powstała na ziemiach polskich. Została napisana po 1090 r. prawdopodobnie w Gnieźnie. Tam właśnie znajduje się najstarszy jej odpis, z roku 1300. Przedstawia postać św. Wojciecha.
Hac festa die jest włączana do grupy utworów nazywanych historia sancti Adalberti, w której skład wchodzi siedem sekwencji, trzy oficja rymowane, trzy hymny brewiarzowe i dwa wersety allelujatyczne.  Utwór nie ma własnej melodii. Tekst podstawiono pod zapis nutowy dwóch innych sekwencji: Hac clara die oraz Congaudent angelorum.
Sekwencja Hac festa die, jak większość utworów tego gatunku, ukazuje niektóre wydarzenia z życia świętego. Przedstawione są one z uwzględnieniem chronologii, chociaż w jednym miejscu występuje przestawienie faktów. Utwór opisuje m.in. nawracanie Prusów, zamordowanie przez nich Wojciecha, wykupienie ciała świętego przez Polaków, zawiera także pochwałę świętego i prośbę o roztaczanie opieki nad Polską.
Utwór składa się z dziewięciu par zwrotkowych, liczących w sumie 42 wersy. Strofy są dwu- i trójwersowe. Liczba sylab w strofie też jest różna, z przewagą sześciozgłoskowca. Zwrotki tworzące pary są jednakowe i zostały połączone rymami. Najczęściej, pięć razy, pojawia się rym kończący na „-ia” (kończenie strof na samogłoskę „a” jest charakterystyczne dla gatunku). Rymu brakuje, kiedy w końcu wersu znajduje się imię – Adalbertus.

## Tekst
Hac festa die tota

Gratuletur Polonia,

Martyrem Adalbertum

Digna colens memoria,

Cuius opere

Sclavorum gens ab idolis

Deo est reddita.

Suo munere

Gneznensis est metropolis

Honore praedita.

Nam sprevit sanctum praesulem

Sua natalis patria,

Quem acceptavit exulem

Boleslai clementia.

Ille rex optimus

Dei famulo

Praestat obsequia,

Hic vir sanctissimus

Terrae populo

Fidei praemia.

Sed Pruscis postea

Fert vitae semina;

Prusci propterea

Ruunt in crimina.

O genus delirium,

Gens incredula,

Damnas morte virum

Sine macula!

Corpus sanctum pii

Referunt Poloni

Congaudentes sui

Meritis patroni.

Cuius laudes debitas

Canti omnis

Tua nobis sanctitas,

Adalberte

Sancte, sit propitia.

Conserva tuos de

Tua Polonia,

Qui tibi devote

Canunt Alleluia.